# Jean Berhouzouq
Jean Marie Berhouzouq (* 28. Juni 1873 in Gurunhuel; † 20. Jahrhundert) war ein französischer Kunstturner.

## Biografie
Jean Berhouzouq nahm an den Olympischen Sommerspielen 1900 in Paris teil. Im Einzelmehrkampf belegte er den 14. Platz.